# Kipčoge Kejno
Kipčoge Hezekiah Kejno (rođen 17. januar 1940) je penzionisani kenijski atletičar. On je bio predsedavajući Kenijskog olimpijskog komiteta (KOC) do 29. septembra 2017. Dvostruki osvajač olimpijske zlatne medalje, Kejno je bio jedan od prvih u dugom nizu uspešnih trkača na srednjoj i dugoj razdaljini koji su došli iz ove zemlje. On je pomagao i inspirisao mnoge svoje sunarodnike da postanu atletska snaga kakva su danas. Godine 2000, postao je počasni član Međunarodnog olimpijskog odbora (IOC). U 2012. godini, on je bio jedan od 24 sportista proglašenih za inauguralne članove Dvorane slavnih Međunarodne asocijacije atletskih federacija.

## Detinjstvo i mladost
Kejno je rođen u Kipsamu, Nandi okrugu u Keniji. Njegovo ime, Kipčoge, je nandijski izraz za „rođen u blizini skladišta žita”. Roditelji su mu umrli kada je bio mali, i odgajila ga je tetka. Nakon završetka škole pridružio se Kenijskoj policiji. Pre nego što je počeo da se bavi atletikom, igrao je ragbi.

## Atletska karijera
Počeo je svoju međunarodnu karijeru na Komonveltskim igrama 1962. u Pertu u Australiji gde je stigao jedanaesti na tri kilometra. Na Letnjim olimpijskim igrama 1964. godine završio je peti na 5000 m i usko je propustio kvalifikacije za finale na 1500 m.
Dana 27. avgusta 1965, Keino je poboljšao svetski rekord na 3000 metara za više od 6 sekundi na 7:39.6 u svom prvom pokušaju. Na inauguralnim Sveafričkim igrama osvojio je dve zlatne medalje (1500 i 5000 metara). Kasnije te godine, oborio je svetski rekord na 5000 m, koji je držao Ron Klark, sa vremenom 13:24.2. Na Komonveltskim igrama 1966. godine u Kingstonu, na Jamajci, pobedio je u trčanju na rastojanju od jedne milje i tri kilometra. Na sledećim Komonveltskim igrama Kejno je pobedio na 1500 metara i bio je treći na 5000 metara.
Na Letnjim olimpijskim igrama 1968. u Meksiko Sitiju osvojio je zlatnu medalju na 1500 metara (pobedivši američkog favorita i svetskog rekordera Džima Rajana sa 20 metara, što je najveća pobednička margina u istoriji događaja) i srebrnu medalju od 5000 m. Četiri godine kasnije, na Letnjim olimpijskim igrama 1972. u Minhenu, Nemačka, osvojio je zlato na 3000 metara i srebro na 1500 metara. Penzionisao se 1973. godine. On je bio na naslovnoj je stranici oktobarskog izdanja 1968. časopisa Track and Field News, prvog broja nakon Olimpijskih igara. Podelio je naslovnu stranu izdanja iz septembara 1969. sa Naftali Bonom.

## Nakon atletike
- Sa svojom suprugom, Filis Kejno,[11][12] posvetio je značajne napore humanitarnom radu u Eldoretu, Kenija. he has dedicated significant efforts to humanitarian work in Eldoret, Kenya.[13] Oni su osnovali Leva dečji dom za siročad,[14] osnovnu školu Kip Kejno 1999. godine[15] i srednju školu Kip Kejno 2009. godine.[16]
- Za svoj rad sa siročadi, podelio je nagradu „Sportisti i sportistkinje godine“ časopisa Sports Illustrated 1987. sa još sedam drugih, okarakterisanim kao „Sportisti koji brinu“. Godine 1996, stadion Kipčoge Kejno u Eldoretu dobio je njegovo ime.[6]
- Godine 2007, proglašen je počasnim doktorom prava na Univerzitetu u Bristolu.[17] Ranije mu je Univerzitet Egerton u Nakuru dodelio počasnu diplomu. U julu 2012. dobio je dalje priznanje od Grada Bristola nakon što je Kenijski olimpijski komitet, pod njegovim predsedništvom, učinio Bristol bazom za obuku svojih sportista u pripremi za Olimpijske igre u Londonu 2012. Godine 2012, Kipčoge Kejno je bio među atletičarima primljenim u IAAF[18] Galeriju slavnih.[19] Gradsko veće Bristola dodelilo mu je nagradu slobode grada, čime je postao prvi koji je dobio ovu čast od Bristola od ser Vinstona Čerčila.[6]
- Dana 5. avgusta 2016. godine, na ceremoniji otvaranja Olimpijskih igara u Rio de Žaneiru, Brazil, Kejno je dobio prvi olimpijski lovor, za izuzetnu službu olimpijskom pokretu.[20]
- Dana 14. maja 2021, Jovijanski asteroid 39285 Kipkejno, koji su otkrili astronomi u Spacewatch-u 1997. godine, nazvan je u njegovu čast.[21]

## Lični život
Kejno živi na farmi u Eldoretu u Keniji gde kontroliše i vodi dobrotvornu organizaciju za siročad. Oženjen je Filis Kejno. Njihov sin Martin bio je dvostruki NCAA prvak i vrlo uspešan postavljač tempa.

## Spoljašnje veze
- Video of 1968 Olympic 1500 final на веб-сајту